# Scottolana glabra
Scottolana glabra is een eenoogkreeftjessoort uit de familie van de Canuellidae. De wetenschappelijke naam van de soort is voor het eerst geldig gepubliceerd in 1982 door Fiers.